# Trudie Styler
Trudie Styler (Birmingham, 6 gennaio 1954) è un'attrice e produttrice cinematografica britannica.

## Biografia
Dopo aver lavorato presso la Bristol Old Vic Theatre School, Trudie Styler inizia a lavorare partecipando ad alcune produzioni della BBC, fra cui Poldark del 1977. In seguito la Styler parteciperà a numerose produzioni cinematografiche e televisive come Modì, Empire, Friends (in cui interpreta se stessa, in un episodio da lei prodotto) e il thriller italiano Mamba.
A metà anni novanta fonda la casa di produzione Xingu Films, con la quale produce alcuni film indipendenti come Guida per riconoscere i tuoi santi. In seguito diventa produttrice esecutiva dei film di Guy Ritchie Lock & Stock - Pazzi scatenati e Snatch - Lo strappo.
Come regista ha diretto i documentari The Sweatbox (2002) e Posso entrare? An Ode to Naples (2022)e il cortometraggio Wait (2005).

## Vita privata
Trudie Styler è la moglie del cantante e musicista inglese Sting, che ha sposato nel 1992 dopo dieci anni di convivenza. La coppia ha avuto quattro figli: Brigitte "Mickey" Michael (1984), Jake (1985), Eliot Paulina (1990) e Giacomo Luke (1995). La Styler è stata inoltre madrina del figlio di Madonna e Guy Ritchie, Rocco.
Col marito ha acquistato nel 1997 una tenuta a Figline Valdarno, che ospita una produzione di vino Chianti ed olio extravergine d'oliva, oltre ad una pizzeria e wine-bar.

## Filmografia parziale

### Regista
- The Sweatbox – documentario (2002)
- Wait – cortometraggio (2005)
- Freak Show (2017)
- Posso entrare? An Ode to Naples – documentario (2022)

### Attrice

#### Cinema
- La sposa americana, regia di Giovanni Soldati (1986)
- Mamba, regia di Mario Orfini (1988)
- Modì, regia di Franco Brogi Taviani (1990)
- The Next Three Days, regia di Paul Haggis (2010)
- Zoolander 2, regia di Ben Stiller (2016)
- Silent Night, regia di Camille Griffin (2021)

#### Televisione
- Poldark – serie TV, 5 episodi (1977)
- Miss Marple (Agatha Christie's Miss Marple) – serie TV, episodio 1x01 (1984)
- L'ispettore Barnaby (Midsomer Murders) – serie TV, episodio 2x02 (1999)
- Friends – serie TV, 1 episodio (2001)
- Empire – miniserie TV, 5 puntate (2005)
- Falling Water – serie TV, 4 episodi (2016)
- The Night Of - Cos'è successo quella notte? (The Night Of) - miniserie TV, 1 puntata (2016)
- Maniac – miniserie TV, 4 puntate (2018)
- Pose – serie TV, 4 episodi (2019)

### Produttrice
- Lock & Stock - Pazzi scatenati (Lock, Stock and Two Smoking Barrels), regia di Guy Ritchie (1998)
- Snatch - Lo strappo (Snatch), regia di Guy Ritchie (2000)
- Guida per riconoscere i tuoi santi (A Guide to Recognizing Your Saints), regia di Dito Montiel (2006)
- Skin, regia di Guy Nattiv (2018)
- Il capitale umano - Human Capital (Human Capital), regia di Marc Meyers (2019)
- A Mouthful of Air, regia di Amy Koppelman (2021)
- Infinite Storm, regia di Małgorzata Szumowska e Michał Englert (2022)

## Doppiatrici italiane
Nelle versioni in italiano delle opere in cui ha recitato, Trudie Styler è stata doppiata da:
- Anna Rita Pasanisi in Miss Marple (1984)
- Micaela Esdra ne La sposa americana
- Silvia Pepitoni in Mamba
- Lorenza Biella in The Night Of - Cos'è successo quella notte?
- Alessandra Korompay in Maniac
- Emanuela Baroni in Pose